# Comité Asesor sobre Prácticas de Inmunización
El Comité Asesor sobre Prácticas de Inmunización (CAPI) es un comité dentro de los Centros para el Control y la Prevención de Enfermedades (CCE) de los Estados Unidos que brinda asesoramiento y orientación sobre el control eficaz de las enfermedades prevenibles por vacunación en la población civil de los Estados Unidos. El CAPI desarrolla recomendaciones por escrito para la administración rutinaria de vacunas a las poblaciones pediátrica y adulta, junto con calendarios de vacunación con respecto al momento, la dosis y las contraindicaciones apropiados de las vacunas. Las declaraciones del ACIP son recomendaciones federales oficiales para el uso de vacunas e inmunoglobulinas en los EE. UU. y son publicadas por los CCE.

## Propósito e impacto
El CAPI fue creado en marzo de 1964 por el Cirujano General de los EE. UU. para ayudar en la prevención y el control de enfermedades transmisibles, recomienda que se incorporen nuevas vacunas autorizadas al programa de inmunización de rutina, recomienda formulaciones de vacunas y revisa las vacunas más antiguas para considerarlas revisando sus recomendaciones.
Tanto las aseguradoras privadas de los Estados Unidos como el gobierno federal utilizan las recomendaciones del CAPI para determinar qué vacunas pagarán.

## Proceso de recomendación
Las reuniones CAPI se llevan a cabo tres veces al año. Los avisos de cada reunión, junto con los puntos de la agenda, se publican en el Registro Federal de acuerdo con los requisitos de la Ley del Comité Asesor Federal (LCAF). Se puede realizar una votación sobre las recomendaciones de vacunas cuando esté presente un quorum de al menos ocho miembros elegibles del CAPI. Los votantes elegibles son aquellos miembros que no tienen un conflicto de interés . Si no hay ocho miembros con derecho a voto presentes, el secretario ejecutivo del CAPI puede designar temporalmente miembros ex officio como miembros con derecho a voto, según lo dispuesto en los estatutos del comité. Las reuniones se anuncian y están abiertas al público, y ahora están disponibles en línea a través de webcast. Las actas de cada reunión están disponibles en el sitio web de los CCE dentro de los 90 días posteriores a la conferencia.
En octubre de 2010, el CAPI adoptó el marco GRADE (Grading of Recommendations Assessment, Development and Evaluation). Su proceso incluye la revisión del etiquetado y los prospectos; revisión de la literatura científica sobre seguridad y eficacia; evaluación de la rentabilidad; revisión de la morbilidad y mortalidad asociadas a la enfermedad; revisión de las recomendaciones de otros grupos; y consideración de la viabilidad del uso de la vacuna en los programas existentes. Cada prueba se considera de calidad muy baja, baja, moderada o alta. Se tienen en cuenta problemas como la falta de fiabilidad y los sesgos y la calidad de la evidencia se ajusta en consecuencia. Las vacunas adecuadas para casi todas las personas en un grupo basado en la edad o el factor de riesgo se asignan a la Categoría A. Las recomendaciones de la Categoría B se hacen para la toma de decisiones clínicas individuales entre el paciente y el médico. Tanto las vacunas de Categoría A como de Categoría B deben estar cubiertas por las compañías de seguros (siguiendo la ACA).
En las reuniones, el CAPI puede votar para incluir nuevas vacunas en el programa VFC o para modificar los calendarios de vacunas existentes. Estos votos se codifican como resoluciones VFC. En la mayoría de los casos, una resolución entra en vigor luego de establecer un contrato CCE para la compra de esa vacuna en las cantidades necesarias.
A continuación, las recomendaciones se envían al Director de los CCE para su aprobación. Una vez aprobadas, las recomendaciones aparecen en el Informe Semanal de Morbilidad y Mortalidad de los CCE y representan las recomendaciones oficiales de los CCE para las vacunas en los EE. UU.

### Grupos de trabajo
Para garantizar una revisión exhaustiva de la información disponible, el CAPI nombra a menudo grupos de trabajo para ayudar a redactar sus recomendaciones, compuestos por miembros del CAPI, personal de los CCE y otras personas con experiencia en inmunización. Los grupos de trabajo trabajan todo el año para catalogar vacunas específicas e información de seguridad. Revisan toda la información científica disponible sobre las vacunas que se discutirá en la próxima reunión del CAPI para que puedan presentar la información relevante después de que se autorice la vacuna en la reunión. Los grupos de trabajo no votan sobre la recomendación final.

## Miembros
La CAPI cuenta nominalmente quince miembros regulares, cada uno experto en uno de los siguientes campos:
- prácticas de inmunización y salud pública
- uso de vacunas y otros agentes inmunobiológicos en la práctica clínica o medicina preventiva
- investigación de vacunas clínicas o de laboratorio
- evaluación de la eficacia y seguridad de la vacuna
- perspectivas del consumidor y/o aspectos sociales y comunitarios de los programas de inmunización; al menos uno de los miembros debe ser experto en esta categoría.

Nadie que actualmente esté empleado o involucrado con empleados de empresas de fabricación de vacunas o que tenga una patente para una vacuna puede ser miembro de CAPI. Además, el CAPI incluye miembros ex oficio de agencias federales involucradas en temas de vacunas y representantes de enlace sin derecho a voto de sociedades y organizaciones médicas y profesionales.

## Recomendaciones recientes
El 26 de febrero de 2015, CAPI votó para emitir una recomendación de categoría A para administrar vacunas MenB a personas mayores de 10 años que tenían un mayor riesgo de enfermedad meningocócica.
El 24 de junio de 2015, CAPI escuchó los argumentos para recomendar las vacunas contra el meningococo del serogrupo B de Pfizer y Novartis para todas las personas en el grupo de edad de 16 a 22 años. Las vacunas fueron autorizadas para ser administradas a personas de 10 a 25 años de edad. El CAPI no pudo calificar toda la evidencia de acuerdo con el sistema GRADE, pero consideró que la evidencia brindada tenía la calidad suficiente para considerar una recomendación. La redacción propuesta era la siguiente:
“Se puede administrar una serie de vacunas contra el meningococo del serogrupo B (MenB) a adolescentes y adultos jóvenes de 16 a 23 años de edad para brindar protección a corto plazo contra la mayoría de las cepas de la enfermedad meningocócica del serogrupo B. La edad preferida para la vacunación MenB es de 16 a 18 años. (Categoría B)” 
La moción fue aprobada, 14 a 1.
En 2020, CAPI creó una recomendación de asignación de vacunas por etapas para las vacunas COVID . Una versión preliminar de la recomendación priorizaba a los trabajadores esenciales sobre las personas de 65 años o más. Los comentaristas en línea criticaron al panel por su decisión, caracterizando al panel como "diciendo que las consideraciones de equidad racial militan en contra de priorizar a los ancianos a pesar de que reconocen que hacerlo salvaría la mayoría de las vidas de personas de todas las razas".

## enlaces externos
- Página de inicio de ACIP

- Datos: Q4686835